# Michail Barclay de Tolly
Michail Bogdanovitj Barclay de Tolly (tyska: Fürst Michael Andreas Barclay de Tolly; Михаил Богданович Барклай-де-Толли, Michail Bogdanovitj Barklaj-de-Tolli), född 27 december 1761, död 26 maj 1818 i Insterburg, var en rysk furste, fältmarskalk och krigsminister.

## Uppväxt och tidig karriär
Barclay de Tolly härstammade från en gammal skotsk adelsfamilj som flyttade till Riga på 1700-talet. Hans far var löjtnant och, som tidens sed var för adliga gossar, började  han en militär karriär 1776 vid regementet i Pskov och blev kornett två år senare. Hans befordran gick långsamt och han blev inte kapten förrän 1788.
Hans första krigserfarenheter kom i rysk-turkiska kriget 1787–1791 och han erhöll, efter slaget vid Otjakiv (Otjakov) 6 december 1788, ett par högre ordnar. 1789 utmärkte han sig under slagen vid Căuşeni, Akkerman (numera Bilhorod-Dnistrovskij) och Bender, fick fler ordnar och återvände därefter till Ryssland.

## Krigen 1790–1805
År 1790 var de Tolly major och beordrades till Finland. Även här visade han sig vara en duglig officer, särskilt noterat vid anfallet mot fästningen Kärnäkoski den 19 april. Under upproret mot Ryssland i Polen och andra bataljer avancerade han snabbt i graderna, huvudsakligen under sin tid som chef för jägarregementen. 1798 utnämndes han till överste och 1799 till generalmajor.
de Tolly gifte sig den 2 september 1791 med Eleonora von Smitten.

## Första Napoleonkriget
de Tolly deltog redan från första året 1805 som understöd till rysk-österrikiska armén. 1806 fortsatte striderna och de Tolly fick ytterligare medaljer efter att med tre jägarregementen framgångsrikt ha bekämpat general Bennigsen i slaget vid Pułtusk den 14 december 1806. I januari 1807 sårades han i en arm och fick besök på sjukhuset av tsar Alexander I. Fler utmärkelser kom honom till godo och efter en kort konvalescens beordrades han som befälhavare till finska kriget

## Finska kriget
Från maj 1808 deltog de Tolly som chef för en expeditionskår men fick snart befäl över en betydligt större styrka för att understödja general N.N. Raevskijs division. Bland annat intog han staden Kuopio. Därefter tvingades han på grund av sin skada att återvända som militär rådgivare i Sankt Petersburg. I mars 1809 var han tillbaka i Finland som befälhavare för Vassk corps och det var de Tolly som korsade isen i Bottenviken för att komma till Umeå. Efter svenskarnas förlust i slagen vid Sävar och Piteå förhandlade de Tolly stilleståndsvillkoren med den svenske befälhavaren Johan Adam Cronstedt. För sina insatser under detta krig utnämndes de Tolly till överbefälhavare för den ryska armén i Finland och från den 29 maj 1809 även rysk generalguvernör över Finland.

## Andra Napoleonkriget
I december 1809, efter bara ett halvt år som generalguvernör, kallades han tillbaka till Sankt Petersburg för att utnämnas till krigsminister den 20 januari 1810. I den befattningen ledde han utbyggnaden av fortifikationerna i Riga och Kiev. I kriget kommenderade Barclay de Tolly först en självständig armé, men ställde sedan under fältmarskalk Michail Kutuzovs befäl och deltog i slaget vid Borodino. 1813 erövrade han Thorn och utmärkte sig i slaget vid Bautzen. Sedan Barclay de Tolly blev överbefälhavare över ryska armén deltog han inte själv som befälhavare i några viktigare drabbningar. Han blev dock 1813 greve, 1814 fältmarskalk och 1815 furste.
Efter krigets slut fick Barclay de Tolly befälet över första armén i Mohilev.

## Utmärkelser
- Asteroiden 4524 Barklajdetolli[4]

- Riddare med storkors av Vilhelms militärorden,  27 augusti 1815
- Georgsorden, andra klass
- Riddare av Sankt Ludvigsorden
- Georgsorden, fjärde klass
- Georgsorden, tredje klass
- Korset för segern vid Eylau
- Kungliga Svärdsorden
- Röda örns orden
- Georgsorden, första klass
- Sankt Henriks militärorden
- Storkors av Hederslegionen
- Guldsabel "för tapperhet"
- Sankt Vladimirs orden, första klassen
- Riddare med storkors av Bathorden
- Riddare av Sankt Alexander Nevskij-orden
- Kommendör av Maria-Teresiaorden
- Andreasorden
- Svarta örns orden
- Sankt Vladimirs orden, fjärde klassen
- Sankt Annas orden, första klass
- Sankt Vladimirs orden, andra klassen
- Kors "För belägringen av Otjakov"

[Redigera Wikidata]